# Петрушка (балет)

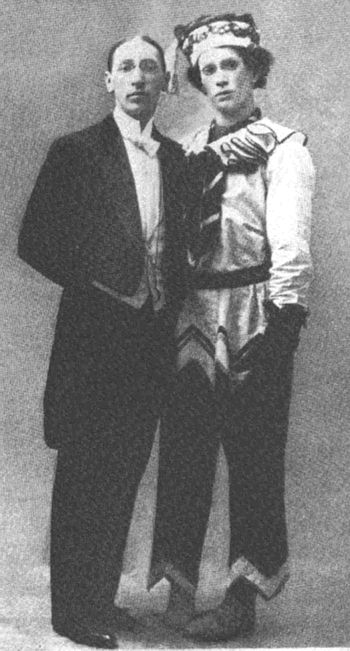
Ігор Стравинський та Вацлав Ніжинський в образі Петрушки, 1911 рік

Петрушка («руські потішні сцени в чотирьох картинах», рос. русские потешные сцены в четырёх картинах) — балет Ігоря Стравинського, написаний для Дягілевської балетної трупи. Прем'єра якого відбулася 13 червня 1911 року в Паризькому театрі Шатлє. Автор лібрето — Олександр Бенуа.
«Петрушка» — це історія одного з традиційних персонажів російських народних лялькових вистав — Петрушки, зробленого з соломи і тирси, в якому, однак, прокидається життя і розвиваються емоції. Балет складається з 4-х картин і триває близько 35 хвилин. 1921 року автор створив фортепіанне аранжування — «три сцени з балету Петрушка». 1947 року Стравинський створив версію для меншого складу оркестру, проте ця робота була викликана проблемами з авторськими правами, які стали перепоною для подальшої його популяризації.

## Лібрето
Під час масляного розгулу старий фокусник східного типу показує ожилих ляльок: Петрушку, Балерину і Арапа, що виконують скажений танець серед здивованої юрби. Магія фокусника вдихнула лялькам почуття та пристрасті справжніх людей. Багатше за інші наділений ними Петрушка: він і страждає більше, чим і Балерина, і Арап.
Гірко відчуває він жорстокість фокусника, свою неволю, свою відрізаність від іншого світу, свій потворний і кумедний вигляд. Він шукає втіхи в любові балерини і йому здається, що він знаходить відповідь в її серці, проте насправді вона тільки боїться його дивацтв і уникає його.
Життя арапа, дурного, злого, але охайного являє повну протилежність життя Петрушки. Він подобається балерині, яка всіляко намагається зачарувати його. Це їй, нарешті, вдається, але вривається скажений від ревнощів Петрушка і порушує любовне освідчення. Арап лютіє і виганяє Петрушку геть.
Масляні веселощі сягають крайніх меж. Купчик, що гуляє з циганками, кидає у натовп купу асигнацій, придворні кучера танцюють з чепурними годувальницями; натовп ряджених захоплює всіх у дикій танок. У момент найбільшого розгулу чути крики з театру фокусника. Непорозуміння між Арапом і Петрушкою прийняло гострий зворот. Ожилі ляльки вибігають на вулицю, Арап вражає Петрушку ударом шаблі, і жалюгідний Петрушка вмирає на снігу, оточений натовпом гуляк. Фокусник, якого привів будочник, поспішає всіх заспокоїти. Під його руками Петрушка знову повертається в свій первинний ляльковий вигляд, і натовп, впевнившись у тому, що роздроблена голова зроблена з дерева, а тіло набито тирсою, розходиться. Але не так просто закінчується справа для самого лукавого фокусника, який залишився наодинці з лялькою; до його жаху над театром з'являється привид Петрушки, що погрожує своєму мучителю і знущається над усіма, які повірили у примару.

## Структура
Балет складається з чотирьох картин, що поділяються на сцени:
Картина I: Народные гуляния на масляной
- Народные гуляния на масляной
- Фокус
- Русская

Картина II: У Петрушки
- У Петрушки

Картина III: У арапа
- У арапа
- Танец балерины
- Вальс (балерина и арап)

Картина IV: Народные гуляния на масляной
- Народные гуляния на масляной
- Танец кормилиц
- Танец кучеров и конюхов
- Ряженые